# Belfiore (Foligno)
Belfiore è una frazione pedemontana del comune di Foligno (PG) appartenente alla Circoscrizione n. 6 “San Giovanni Profiamma–Belfiore–Vescia–Capodacqua–Pontecentesimo”. La frazione è unita in un unico tessuto urbano alle frazioni di Vescia (Foligno) e di Scanzano (Foligno).
Situato 6 km a nord del capoluogo, Belfiore è occupato da circa 800 abitanti e si adagia nel tratto in pianura (265 m s.l.m.) della valle del fiume Menotre, prima che esso confluisca nelle acque del fiume Topino.

## Storia
Probabilmente, i primi insediamenti in loco si ebbero con la costruzione della Via Flaminia, nel III secolo a.C.
Nel Medioevo era noto con il nome di Fragnano e costituiva un "castelletto di pendio", ossia una torre di guardia, per la strada che da Foligno conduceva all'altopiano di Colfiorito. Si dice che l'attuale nome sia stato coniato dalla regina Cristina di Svezia che, di passaggio per la Via Lauretana e soggiornando nella vicina Pale, ritenne sgradevole il vecchio nome per un luogo così bello.
Nel 1673, una bolla papale di Clemente XIV concede ai cartari di Belfiore la libertà di commercio del loro prodotto.
Il paese ha dato i natali, nel 1877, al politico, deputato e antifascista Ferdinando Innamorati, detto Fiore sindaco di Foligno negli anni 20 e successivamente primo sindaco dopo la liberazione ed al politico e partigiano Francesco Innamorati.
Il terremoto del settembre 1997 ha pesantemente danneggiato le abitazioni del paese, costringendo molti abitanti a riparare in un villaggio di prefabbricati per diversi anni.

## Economia e manifestazioni
L'abbondante presenza della forza motrice dell'acqua ha reso Belfiore, sin dagli inizi dell'era industriale, un luogo appetibile per gli stabilimenti di produzione della carta.Si contavano fin a tutti gli anni '70 tre cartiere per la produzione di " CARTA DI PAGLIA " . Fin dai primi del secolo scorso era in produzione una fabbrica di fiammiferi di legno  in località "la madonna"  che impiegava soprattutto mano d'opera femminile ,la fabbrica  venduta negli anni '20  al monopolio svedese insediatosi a Perugia in loc .pian di Massiano. Nel 1929 fu creata dal sig. Amram Antinucci una importante fabbrica di pavimenti in graniglia, che rimase attiva fino al 1975. La coltivazione degli ulivi introdotta nel '600 , è stata una grande risorsa economica per il paese,negli anni scorsi si contavano fino a cinque frantoi ; data l'alta produzione l'olio veniva esportato anche in Liguria  per la produzione del famoso olio sasso .Infatti data la necessita di commercio  fuori comune e regione, gli agricoltori Belfioresi pagarono di tasca loro la costruzione della stazione ferroviaria a Scanzano  denominata Scanzano- Belfiore. La coltivazione degli olivi, che producono un olio abbondante e di ottima qualità prosegue tuttora ma è notevolmente ridotta dato il continuo abbandono dei terreni.

## Monumenti e luoghi d'arte
- Chiesa di S. Maria Assunta, con la facciata restaurata dall'architetto Benvenuti;
- Chiesa di San Nicolò, che risale al XII secolo ma, a seguito di gravi danni causati da movimenti franosi, fu ricostruita nel 1746. L'interno conserva al suo interno alcune pregevoli pale: una raffigura la Madonna del Rosario firmata e datata 1626 dal francese Noel Quillerier, per alcuni anni attivo in Umbria.[1] Un'altra in sagrestia, con la Morte di San Giuseppe con altri episodi della vita del santo, è opera di Giovan Battista Michelini, che mostra la sua tipica mescolanza tra classicismo e naturalismo ma anche un umbro arcaismo ed è databile tra quarto e quinto decennio del Seicento[2].
- Palazzo Unti;
- Palazzo Matteucci;
- Palazzo Francalancia;
- Cascate dell'Altolina.
- Villa Antinucci (1929, in stile liberty, dimora privata)

## Sport
- Campo di calcetto.  L'associazione U.S.B.( unione sportiva Belfiore) organizza fin dal 1976 una gara ciclistica per allievi tesserati UCI  a livello nazionale denomInata  GRAN PREMIO DELLA LIBERAZIONE COPPA USB  che si tiene il 25 APRILE  di ogni anno.